# Anetta Hanć
Anetta Maria Hanć – polska chemiczka, dr hab. nauk chemicznych, pracownik naukowy Zakładu Analizy Śladowej Wydziału Chemii Uniwersytetu im. Adama Mickiewicza w Poznaniu.

## Życiorys
W 2008 r. obroniła pracę doktorską pt. Optymalizacja czynników wpływających na bezpośrednie oznaczanie pierwiastków w stałych próbkach środowiskowych metodami spektroskopowymi: SS-ET-AAS, SS-ICP-OES, LA-ICP-MS, której promotorem była prof. Danuta Barałkiewicz, w 2018 r. habilitowała się na podstawie pracy zatytułowanej Ablacja laserowa z detekcją ICP-MS w badaniach in situ pierwiastków w tkankach miękkich i twardych. Pracowała na stanowisku adiunkta w Pracowni Analizy Spektroskopowej Pierwiastków na Wydziale Chemii Uniwersytetu im. Adama Mickiewicza.
Należy do Rady Dyscypliny Naukowej – Nauk Chemicznych Uniwersytetu im. Adama Mickiewicza w Poznaniu, oraz jest sekretarzem Zespołu Chemometrii i Metrologii Chemicznej, Komitetu Chemii Analitycznej PAN.